# Sotteville-sur-Mer

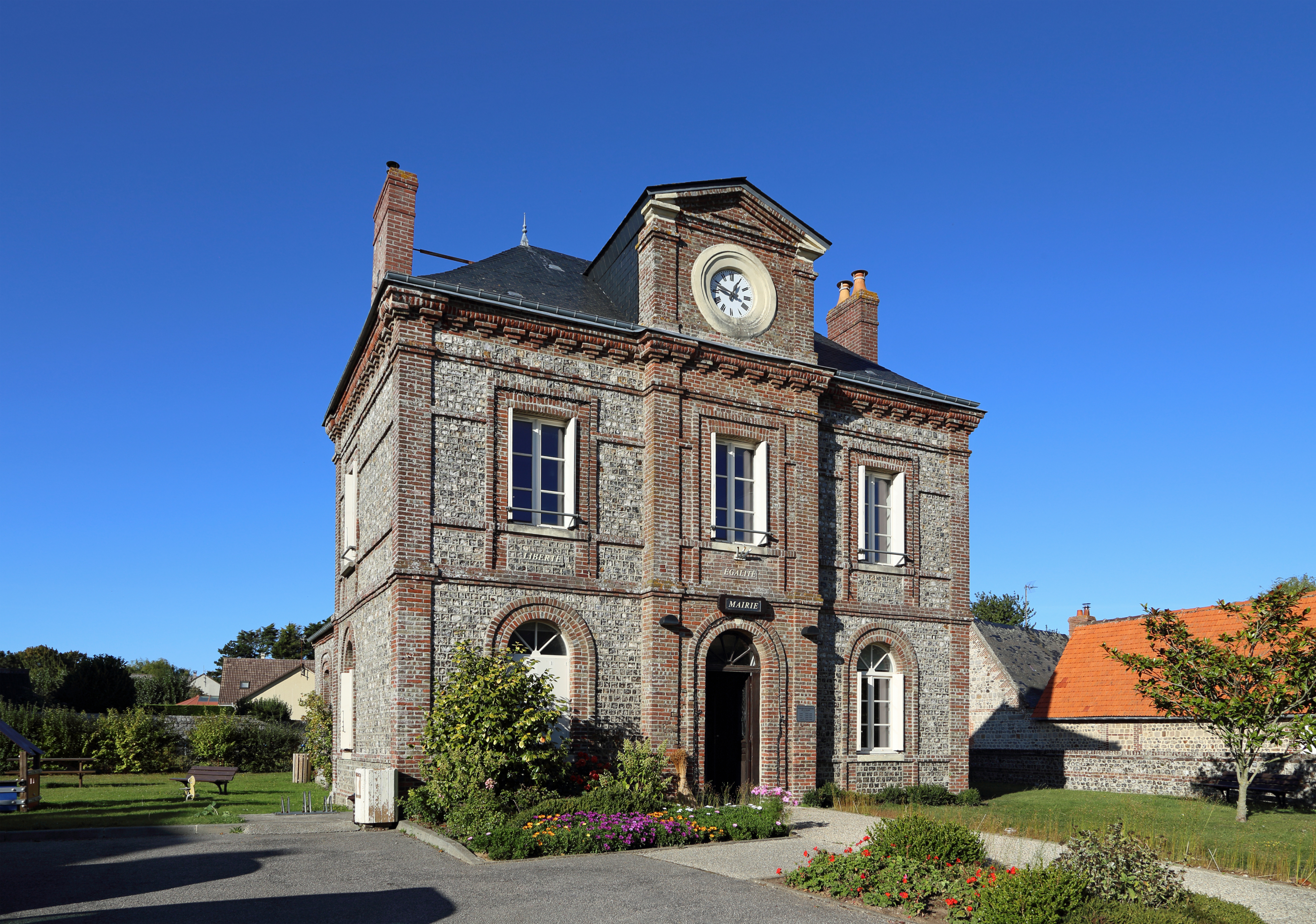
het gemeentehuis van Sotteville-sur-Mer

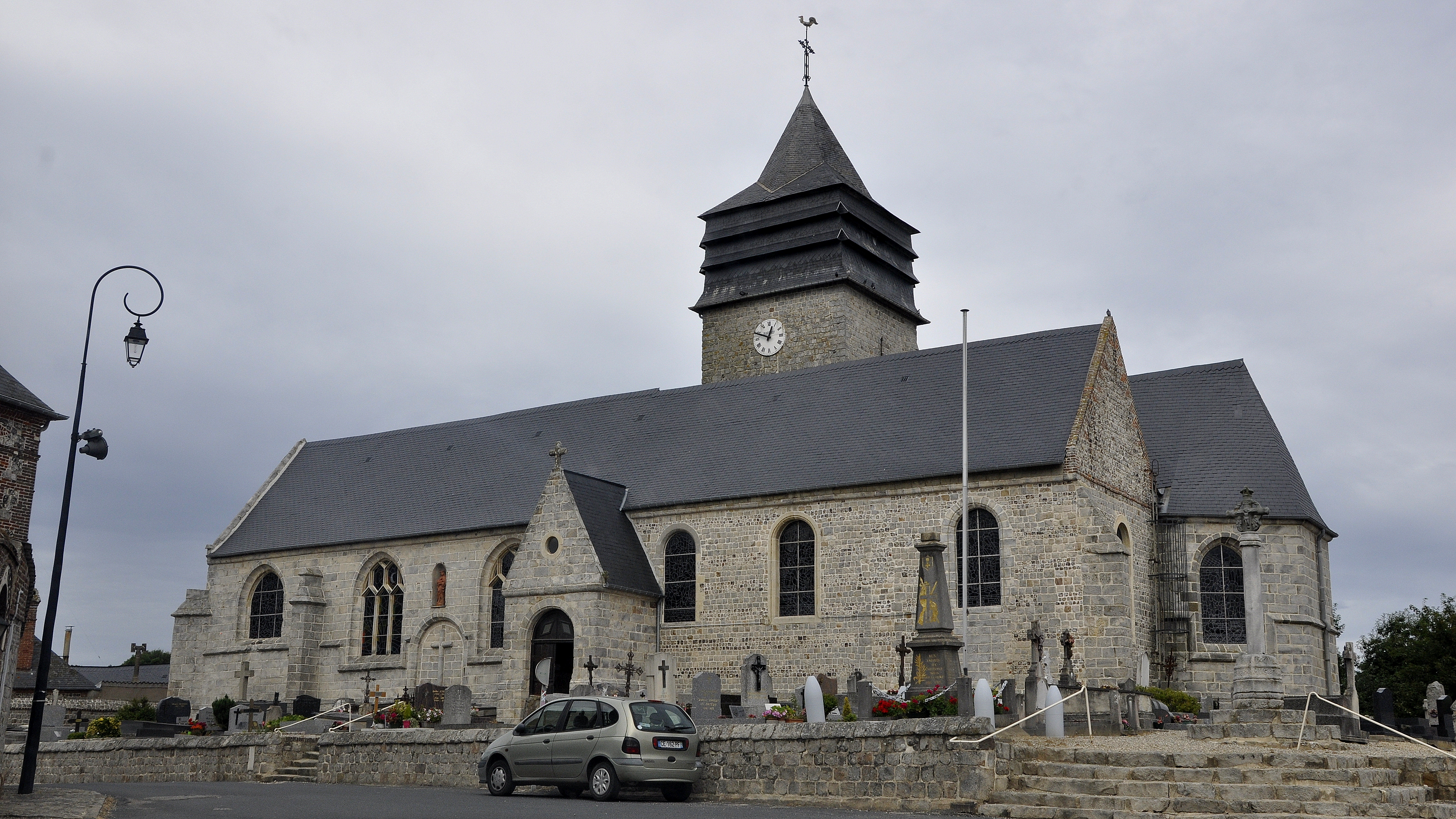
De Onze-Lieve-Vrouwkerk van Sotteville-sur-Mer

Sotteville-sur-Mer is een gemeente in het Franse departement Seine-Maritime (regio Normandië) en telt 388 inwoners (1999). De plaats maakt deel uit van het arrondissement Dieppe.
Niet minder dan 231 trappen geven toegang tot het strand dat afgezoomd is met hoge krijtrotsen. Een houten trap werd in 1890 aangelegd zodat de vissers gemakkelijker het strand konden bereiken. In de rotsen naast de trap bouwden zij hutjes. Later werd hij voorzien van rails zodat paarden en ezels wagens gevuld met kiezelstenen naar boven konden trekken. Tijdens de Tweede Wereldoorlog dynamiteerden de nazi's deze trap. In 1954 werd hij opnieuw aangelegd.

## Geografie
De oppervlakte van Sotteville-sur-Mer bedraagt 8,1 km², de bevolkingsdichtheid is 47,9 inwoners per km².

## Galerij

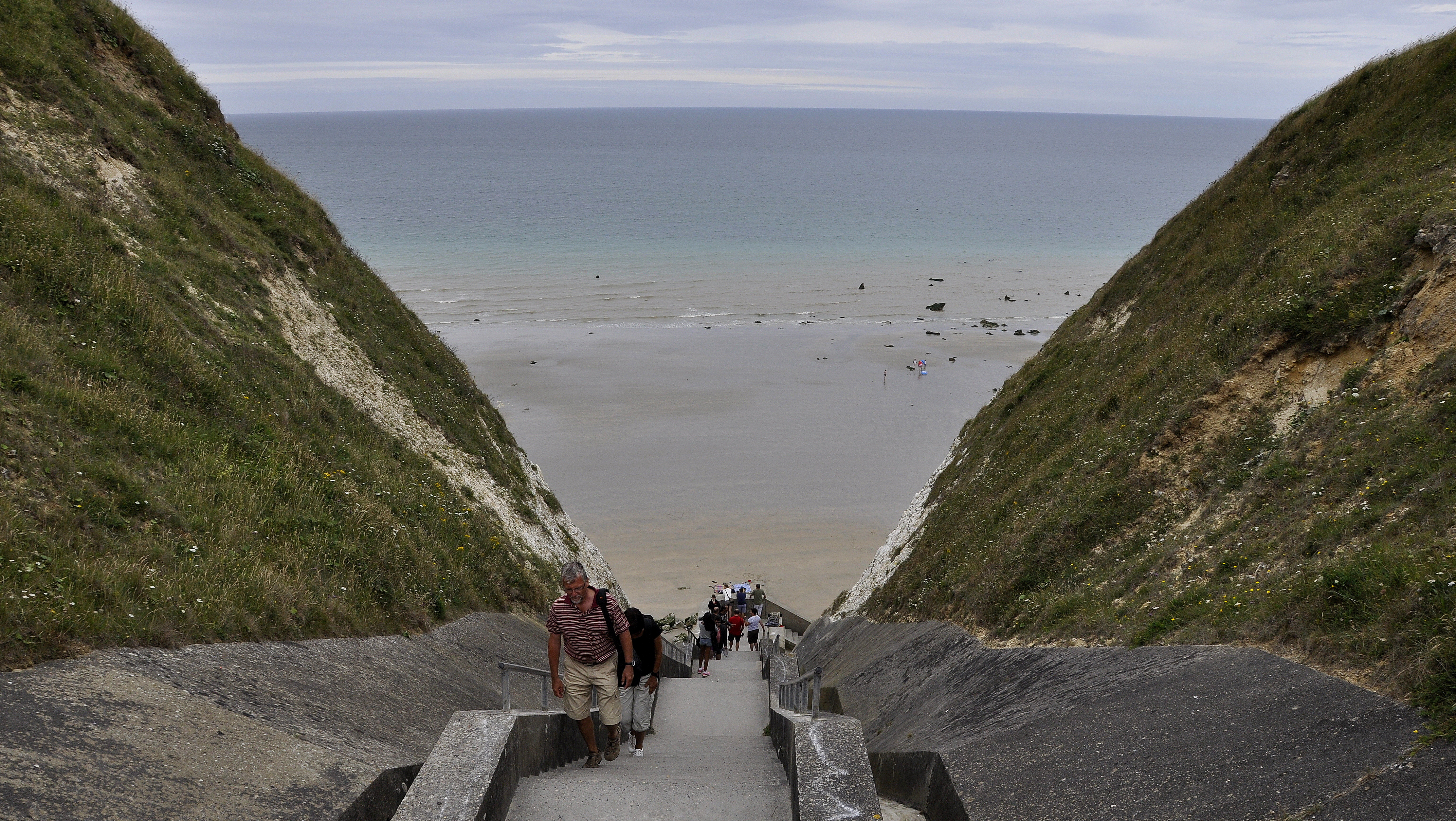
Trappen naar het strand van Sotteville-sur-Mer
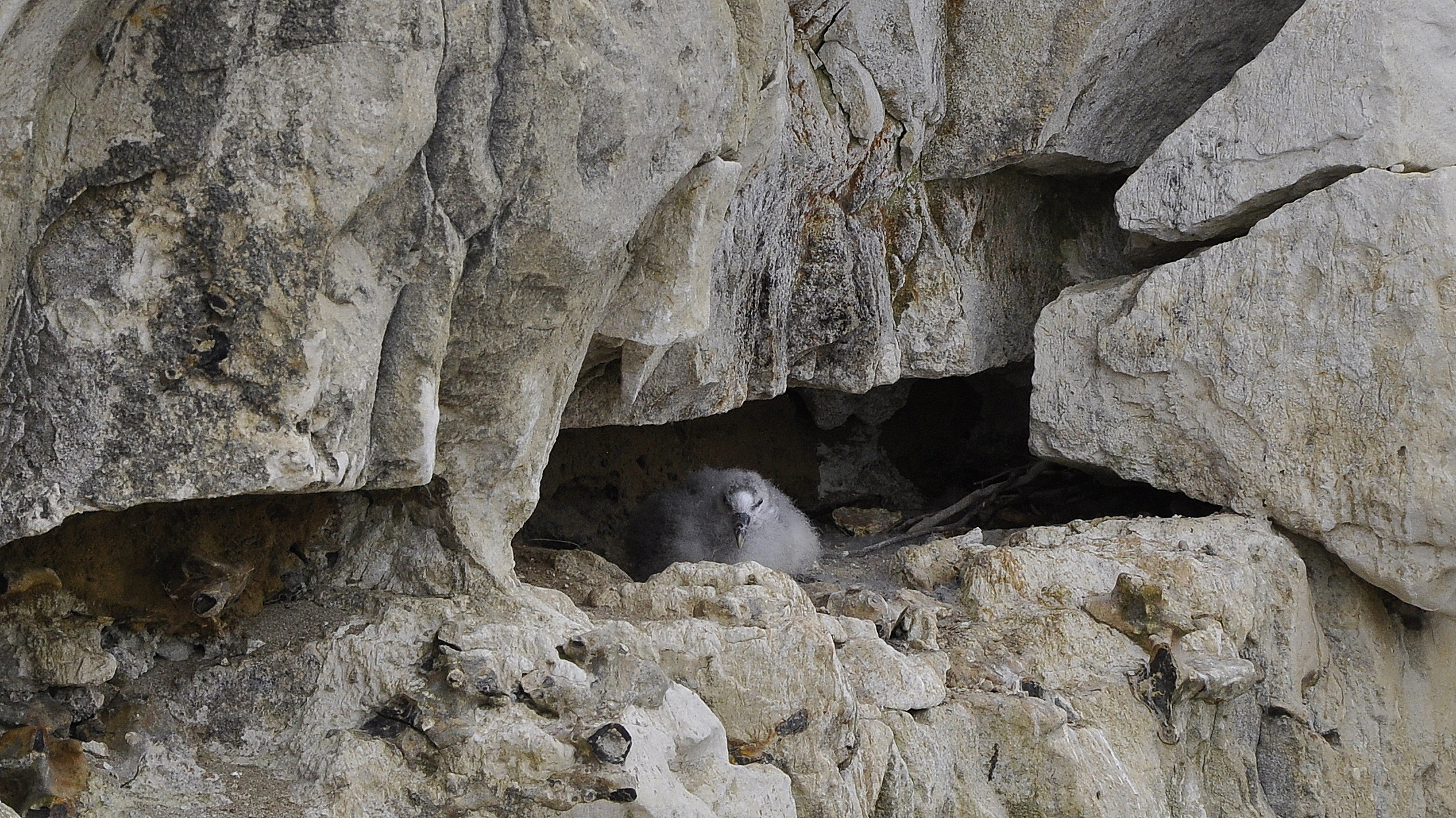
Een broedende Noordse stormvogel in de rotsen van Sotteville-sur-Mer
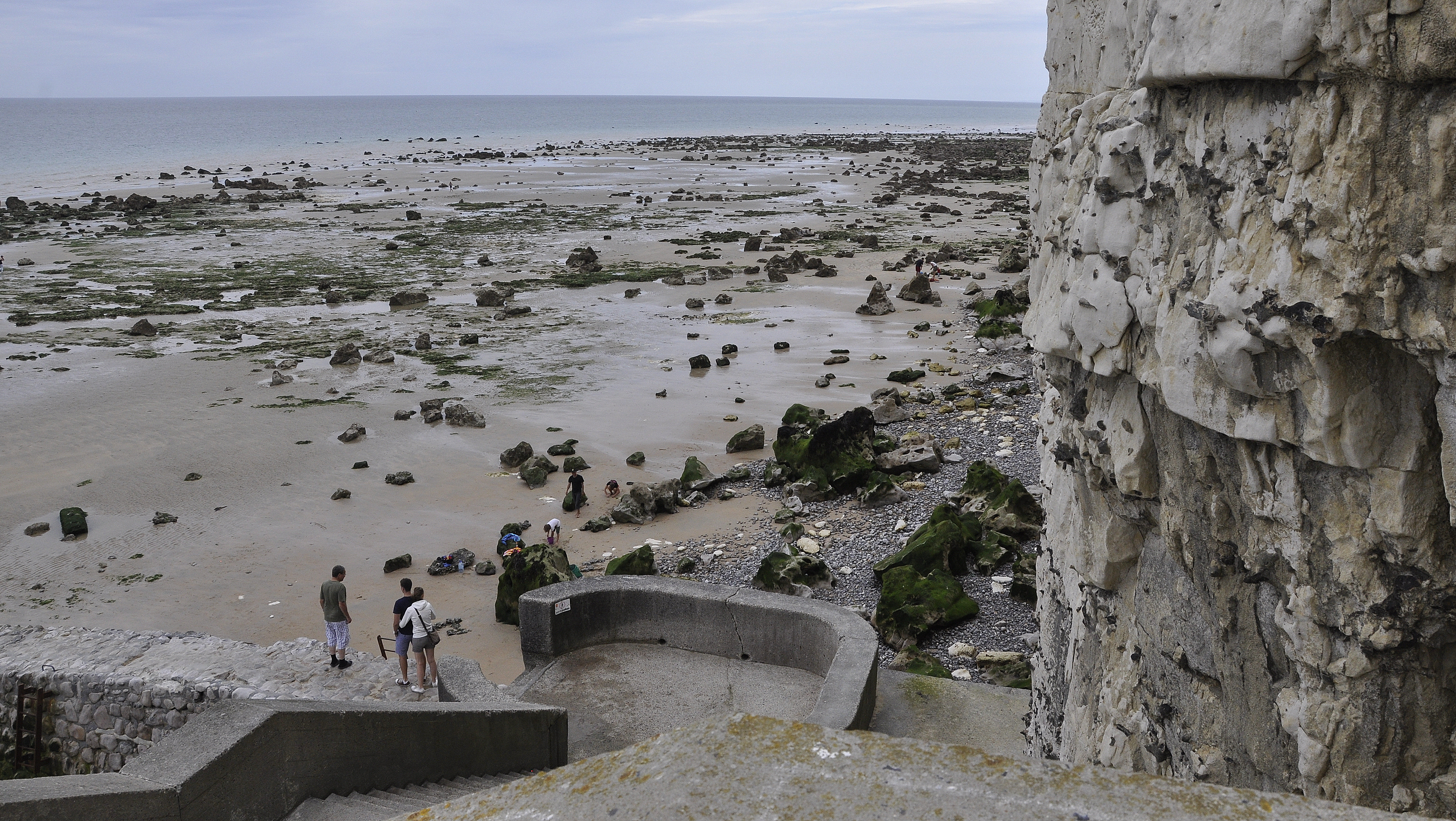
Sotteville-sur-Mer en de zee
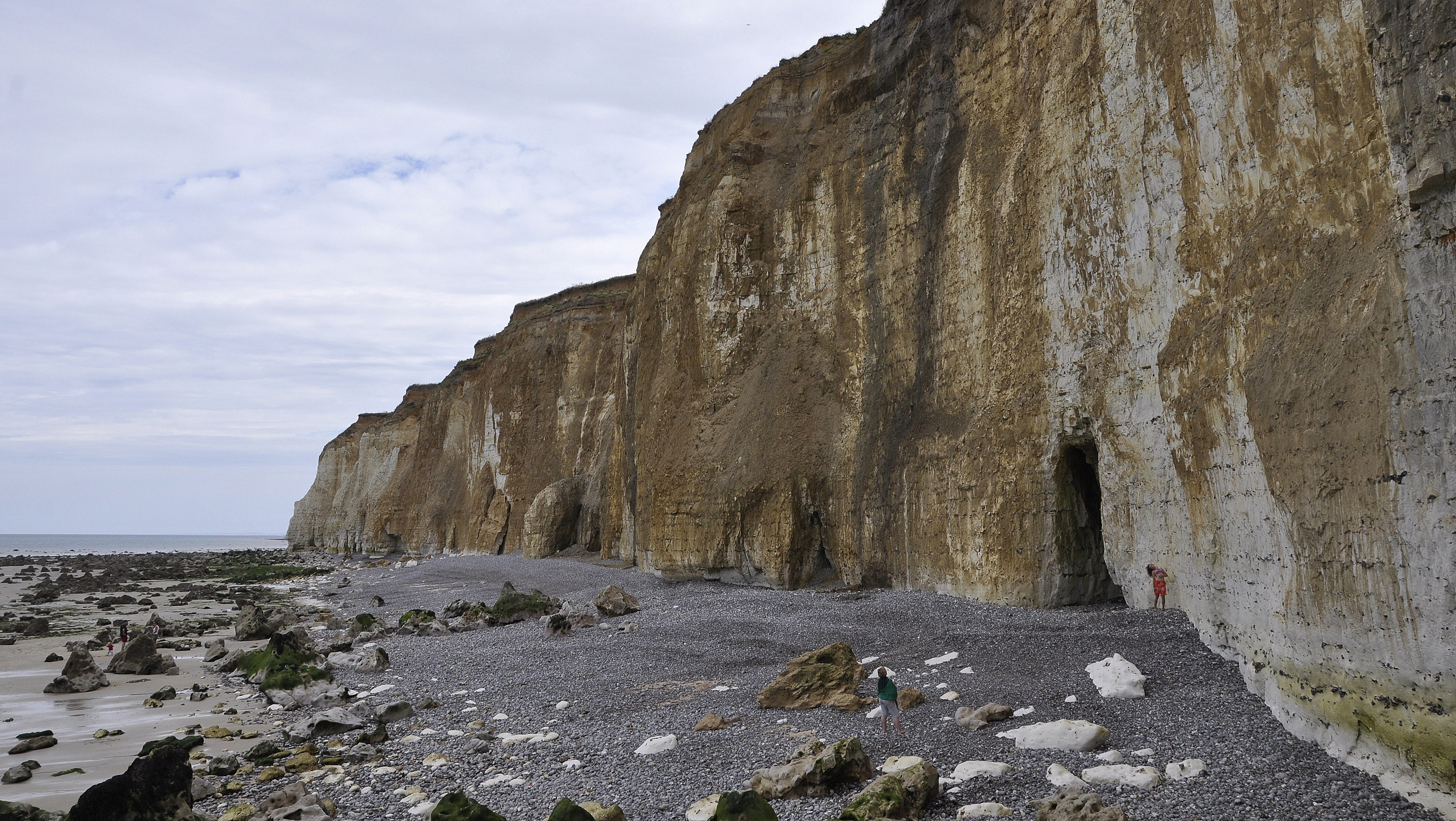
De oostelijke zijde van het strand van Sotteville-sur-Mer
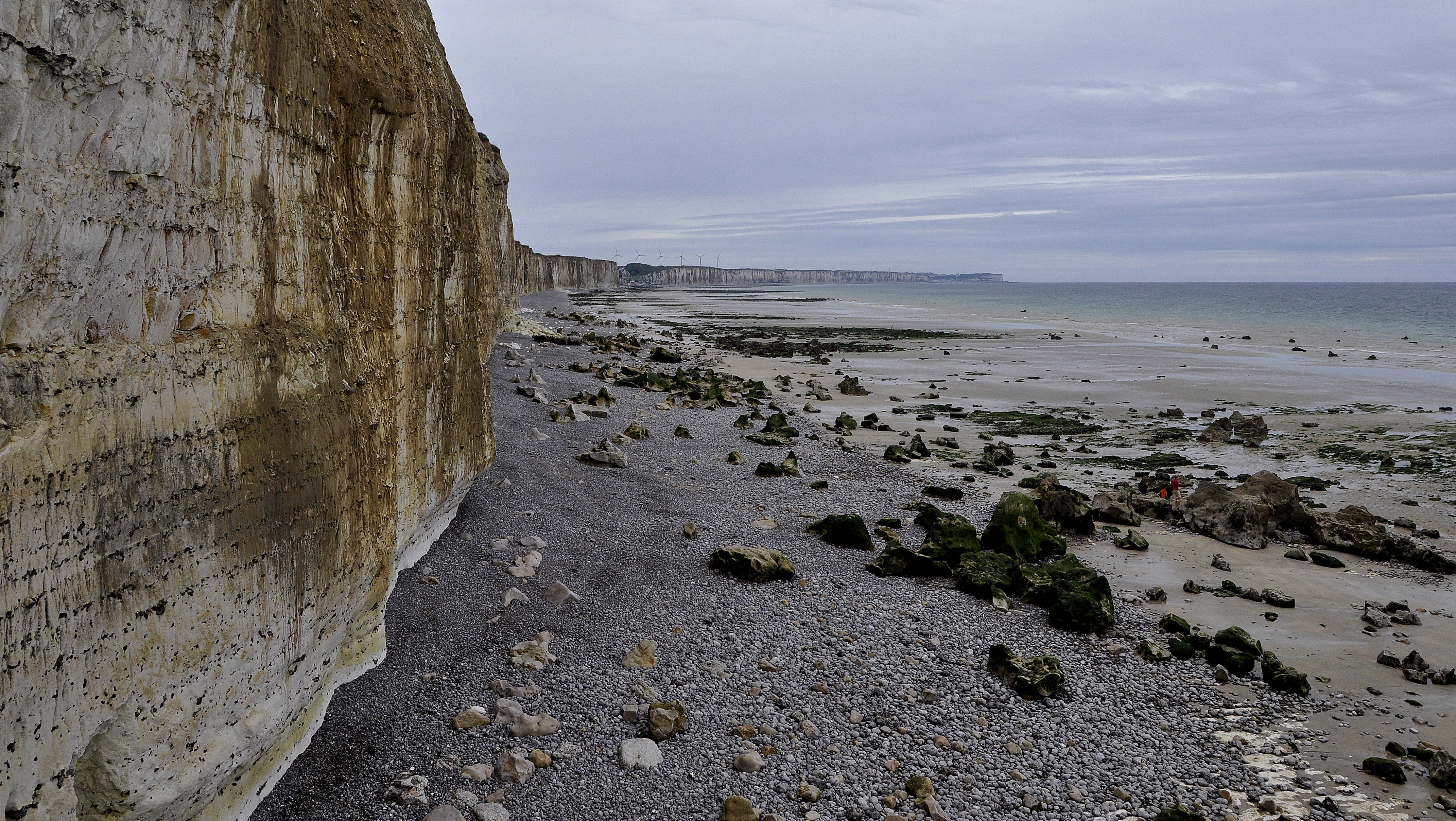
De westelijke zijde van het strand van Sotteville-sur-Mer

De onderstaande kaart toont de ligging van Sotteville-sur-Mer met de belangrijkste infrastructuur en aangrenzende gemeenten.

## Demografie
Onderstaande figuur toont het verloop van het inwonertal (bron: INSEE-tellingen).